# Angelo Rossi
Angelo Rossi (* 15. April 1825 in Montefiascone, Kirchenstaat; † 14. Oktober 1906) war ein italienischer Geistlicher.
Rossi wurde am 18. März 1848 zum Priester geweiht.
Papst Pius IX. ernannte ihn am 21. Dezember 1874 zum Bischof von Poggio Mirteto. Am 3. Januar 1875 weihte Camillo Di Pietro, Kardinalbischof von Albano, ihn in S. Antoine des Portugai in Rom zum Bischof. Mitkonsekratoren waren Pietro de Villanova Castellacci, Titularerzbischof von Petra in Palestina, und Edward Henry Howard, Titularerzbischof von Neocaesarea in Ponto. Am 24. Januar 1882 versetzte Papst Leo XIII. ihn auf den bischöflichen Stuhl von Tarquinia e Civitavecchia.